# Sargocentron caudimaculatum
Sargocentron caudimaculatum (Rüppell, 1838) è un pesce osseo marino appartenente alla famiglia Holocentridae.

## Distribuzione e habitat
La specie è endemica dell'Indo-Pacifico. L'areale va dal mar Rosso e le coste orientalia africane (a sud fino al Sudafrica alla polinesia francese. A nord raggiunge la Micronesia e il Giappone meridionale (solo alle isole Ogasawara e Ryūkyū) mentre a sud arriva alla grande barriera corallina australiana. È uno dei più comuni pesci scoiattolo ed è abbondante nel Mar Rosso.
Vive nelle barriere coralline, soprattutto sulla parte esterna ma è presente anche nelle lagune.
La distribuzione batimetrica va da 2 a 40 metri.

## Descrizione
S. caudimaculatum ha corpo relativamente alto, con sagoma simile a quella di Sargocentron spiniferum. L'occhio è grande e la bocca ampia ma relativamente piccola per essere un Holocentridae. La colorazione è rosso vivo sulla testa e rosso con i bordi delle scaglie argentei che formano un reticolo sulla parte anteriore del corpo. Il quarto posteriore del corpo è argenteo con una macchia bianca sulla parte superiore del peduncolo caudale, non sempre ben evidente. La parte spinosa della pinna dorsale è chiara maculata irregolarmente di rosso chiaro e con le punte rosse. La parte a raggi molli della dorsale, la pinna anale e la pinna caudale hanno i raggi esterni rossi.
Raggiunge i 25 cm di lunghezza, la taglia comune è intorno a 18 cm.

## Biologia

### Comportamento
È notturno come tutti gli Holocentridae. Si può incontrare solitario o in gruppetti.

### Alimentazione
Si nutre di crostacei bentonici e piccoli pesci.

## Pesca
Pur non avendo un grande valore economico o alimentare viene pescato con bassa intensità in tutto l'areale. Si incontra sul mercato dei pesci d'acquario.

## Conservazione
Sebbene sia sottoposto a un modesto sforzo di pesca la specie è molto comune nell'areale e abbondante in parti di esso. Per questo la lista rossa IUCN la classifica come "a rischio minimo".